# Vincent Maxyllewicz
Vincent Maxyllewicz (Cracòvia, 1685 - 24 de gener de 1745) fou un compositor polonès del Barroc.
Durant sis anys fou mestre de capella de la catedral de Cracòvia. Algunes composicions de Maxyllewicz es retenen a la Biblioteca de la Catedral de Wawel.